# Urolagnia

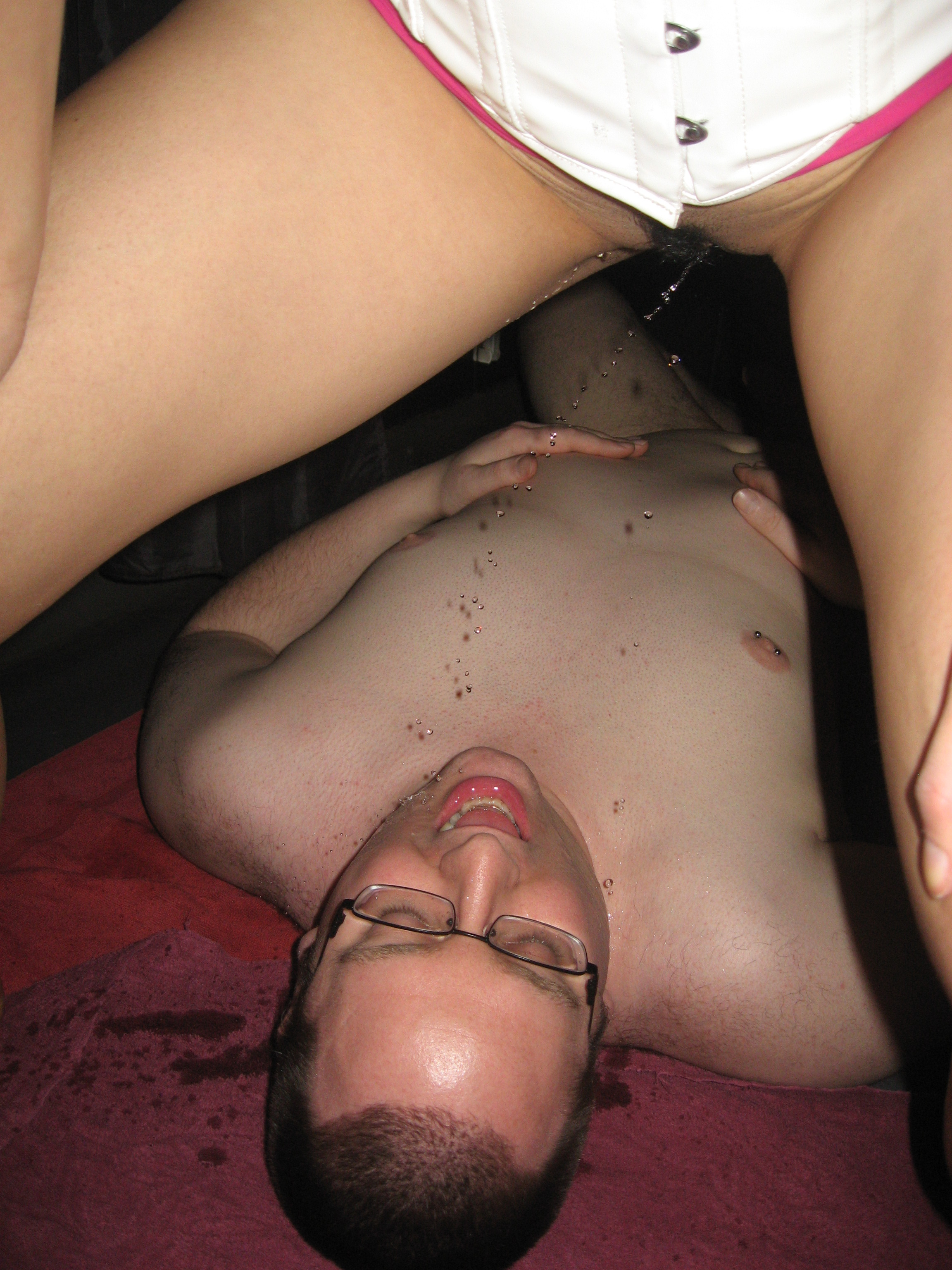

Az urolagnia (más neveken urophilia, undinism) egy parafília, szexuális izgalom a vizelet vagy vizelés látványától vagy gondolatától. A szó görög eredetű, az ouron (vizelet) és lagneia (vágy) szavakból ered.
Az urolagnia gyakorlói általában élvezik ha levizelhetnek másokat, vagy őket levizelik. Ha valaki meg is issza a vizeletet, azt urofágiának hívjuk (bár az „urofágia” csak a vizelet elfogyasztását jelenti, akár szexuális célzattal, akár nem). Az urolagnia gyakorlói BDSM szeánsz részeként gyakran részt vesznek urofágiában is.
Az urolagnia elterjedt angol nevei a szlengben „golden showers” („aranyzuhany”), „water sports” („vízisport”) vagy „piss play” („pisijáték”). Az urolagniát néha összefüggésbe hozzák az omorashival, de a nyugati kultúrában az omorashi elkülönül az urolagniától, utóbbi a vizelet visszatartásáról szól. Itt a szexuális izgalmat a húgyhólyag telítettsége, feszítése okozza.
Mint parafília, előfordul hogy az alany meg is issza a vizeletet, vagy fürdik benne. Más esetekben a szexuális izgalmat a bevizelés, vagy más bevizelésének látványa okozza, esetleg az ágybavizelés. És van akinél a szexuális izgalmat a vizelettel átitatott ruhanemű vagy testrészek szagolgatása okozza. A legtöbb esetben szoros kapcsolat van a vizelet szaga vagy látványa és a szexuális cselekedet között. 
Előfordul, hogy ez a jelenség pelenkafétissel és/vagy infantilizmussal társuló szexuális izgalommal párosul. Az urolagnia a BDSM világában is használatos a megalázás egy formájaként, akár kényszerített vizeletvisszatartással, amíg az alany be nem vizel, akár levizelésként, vagy a vizelet elfogyasztására kényszerítésével.
A zsebkendőkód szerint az urolagniát sárga kendő szimbolizálja a jobb vagy a bal nadrágzsebben.
Új-Zélandon az urolagnia reklámozása vagy támogatása, akár online akár nyomtatott formában büntetendő cselekmény, amely 10 évig terjedő szabadságvesztéssel büntethető.

## Az urolagnia néhány gyakori változata
Visszatartás: angolul „desperation”, szó szerint elszántság. Ide tartozik a vizelet visszatartása, amíg a vizelési inger jelentősen felfokozódik; ha valakit ráveszünk, hogy tartsa vissza a vizeletét; és másvalaki megfigyelése, akinek nagyon kell vizelnie. A fétist okozhatják gyermekkori emlékek, amelyekben szerepel az erős vizelési inger, vagy más vizelési ingerének látványa. A szexuális izgalmat okozhatja a teli húgyhólyag feszülése, vagy a vizelési ingerrel küszködő személy testi reakciói és arckifejezése.
Kukkolás: másvalaki megfigyelése vizelés közben, az illető tudta és beleegyezése nélkül. Történhet rejtett kamerával, vagy olyan helyeken lesben állással, ahol nagy valószínűséggel vizelnek emberek.
Bevizelés: szexuális izgalom a ruhába vizeléstől, vagy más bevizelésének látványa. A vizelet melegsége, ahogy végigcsörgedezik a testen nagyon nyugtató és élvezetes a művelője számára. A legtöbb esetben a szexuális izgalmat a vizelet szaga is kiváltja.
Exhibicionizmus: az erős vizelési inger jól látható kimutatása, vagy bevizelés azzal a határozott szándékkal, hogy idegenek lássák. A gyakorlói általában parkokban vagy bevásárlóközpontokban fordulnak elő. Egyes esetekben direkt olyan helyzeteket teremtenek, amiben mások láthatják az átázott ruháikat.
Pussing: brit szleng. Egy pár férfi tagja kölcsönös beleegyezés alapján nézi, ahogy a párja vizel mások által nem látható módon félig nyilvános helyen. Ez a hely általában egy kocsma, szálloda, étterem, iroda, klub, stb. wc fülkéje. Az ügyeskedés és taktikázás, hogy mindketten észrevétlenül be és kijussanak ugyanabba a wc fülkébe legalább olyan fontos, mint maga a vizelés. Ez a tevékenység lehet önálló cselekedet, vagy része/előjátéka további tevékenységeknek, amelyek legtöbb esetben szexuális aktust tartalmaznak.

## Egyéb formái
A vizelet megjelenik az alternatív gyógyászatban is. A vizeletterápia során az alany nagyobb mennyiségeket iszik a saját vizeletéből. Ez nem keverendő össze az urolagniával.

## Jelentős gyakorlói
Havelock Ellis – Brit szexológus, aki 60 éves koráig impotens volt, mikor is felfedezte, hogy felizgatja a vizelő nők látványa.
Shirley Manson – a népszerű rockbanda, a Garbage vezető énekese. Egy interjún a következőt mondta: „Utálom azokat a pasikat, akik félnek a pisitől, kakitól és menstruációs vértől… Olyan férfit akarok, aki megengedi hogy a köldökébe pisiljek.” A „When I Grow Up” című daluk tartalmazza a következőt: „Happy Hours/Golden Showers” („Boldog órák/Aranyzuhatagok”).
Annie Sprinkle: visszavonult pornószínésznő, későbbi szexuális ismeretterjesztő és a női szexuális élvezetek szószólója. A művészneve a folyadékokkal kapcsolatos megszállottságából ered.
Rockbitch: főként női tagokkal rendelkező rockbanda. Fellépéseiken gyakran szerepeltek szexuális cselekedetek, valamint vizelés is, mint a műsor része.
Ashley MacIsaac – Új-Skóciai hegedűművész és énekes. 1996-ban a Maclean's-nek adott interjújában említette a szexuális életét, beleértve a kiskorú barátját és az urolagniához való vonzódását. 2003-ban a Montreal Mirror-ban megjelent interjújában azt nyilatkozta, hogy szereti ha más férfiak levizelik.
Albert Fish (The Grayman, The Boogeyman): számos levelet írt özvegyasszonyoknak a New York Times-ban megjelenő apróhirdetéseken keresztül, és részletesen leírta ahogy nők levizelik, belevizelnek, vagy csészékbe, hogy el tudja fogyasztani. Később gyermekeket kényszerített vizeletivásra.
Troughman: egy ausztrál, aki arról híres a sydney-i médiában, hogy vizeldevályúkba fekszik Sydney-i Mardi Gras fesztiválokon és más eseményeken.